# ファラジ
ファラジ（アラビア語: فلج、falaj）は、オマーン・アラブ首長国連邦周辺にある地下水路を利用する灌漑システムである。複数形はアフラージ（アラビア語: أفلاج、aflaj）。オマーン国内には生活用水やナツメヤシのプランテーションなどの農業用水の供給のために3000以上のファラジが存在し、そのうち5つはユネスコの世界遺産に登録されている。また、アラブ首長国連邦でもファラジやその遺跡はアル・アインの文化的遺跡群（ハフィート、ヒーリー、ビダー・ビント・サウドとオアシス群）の一部として、世界遺産リストに登録されている。
アラブ首長国連邦のアフラジおよび関連する口承・知識・技術は2020年に無形文化遺産に登録された。

## 歴史
ファラジがいつから用いられていたのかは明らかになっていない。紀元前にはすでに使われていたとされる。

## 分類
ファラジは何を水源とし、どのような供給路で水を運ぶのかによって3つに分類される。
- Ghaili（الأفلاج الغيلية）
  - ワジを水源とするもので、ファラジの約半分（48%）がこれである。
- Aini（الأفلاج العينية）
  - 山中の涌き水を水源とする。ファラジの28%が該当。
- Daoudi（الأفلاج الداوودية）
  - 地下水を水源とする。ファラジの24%が該当。

## オマーンの世界遺産
ユネスコの世界遺産委員会は、オマーン国内に数あるファラジの中でも最大級のファラジ・アル＝マルキ、最古級とされるファラジ・ダリスなど、特筆すべき5つのファラジの水源、水路、周辺施設を世界遺産として登録した。ファラジの分類では4つがDaoudi、1つがAiniである。
- Daoudi
  - ファラジ・アル・カトメーン（فلج الخطمين、Falaj Al Khatmeen）0.72312km2
  - ファラジ・アル＝マルキ（فلج الملكي、Falaj Al-Malki）1.57273km2
  - ファラジ・ダリス（فلج دارس、Falaj Daris）1.7155km2
  - ファラジ・アル＝ムヤッサール（فلج الميسر、Falaj Al-Muyassar）1.1337km2
- Aini
  - ファラジ・アル＝ジェーラ（فلج الجيلة、Falaj Al-Jeela）0.014km2

### 登録基準
この世界遺産は世界遺産登録基準のうち、以下の条件を満たし、登録された（以下の基準は世界遺産センター公表の登録基準からの翻訳、引用である）。
- (5) ある文化（または複数の文化）を代表する伝統的集落、あるいは陸上ないし海上利用の際立った例。もしくは特に不可逆的な変化の中で存続が危ぶまれている人と環境の関わりあいの際立った例。

登録にあたっては、2000年以上にわたってこの地を潤してきた歴史的重要性や、その間涸れることのない持続可能性を維持してきた共同体文化などが評価された。